# Sillon intra-occipital
Le sillon intra-occipital ou sillon occipital supérieur (o1) est un sillon de la face postérieure supérieure du lobe occipital du cortex.
Ce sillon est dans le prolongement inférieur du sillon intrapariétal qui change de nom en changeant de lobe. 
Très profond, il suit un parcours antéro-postérieur et vertical. Il sépare le gyrus occipital supérieur O1 du gyrus occipital moyen O2.
|                                 | |
| Vue latérale externe du cerveau | Face postérieure; sillons du lobe occipital O1 : gyrus occipital sup., O2 gyrus occip. moyen, O3 gyrus occip. inf. |